# Johannes Vogel
Johannes Christian Vogel FLS FAAAS, (1963 ) es un botánico alemán, que desde el 1 de febrero de 2012 ha sido director general del Museo de Historia Natural de Berlín y profesor de Biodiversidad y Ciencia Pública de la Universidad Humboldt de Berlín. Anteriormente ocupó el cargo de curador del Museo de Historia Natural en el Reino Unido de 2004 a 2012. Es notable por su bigote resplandeciente.

## Biografía
Fue educado en la Universidad de Bielefeld y en Peterhouse, Cambridge. Entre 1982 y 1984, fue un soldado profesional en las fuerzas armadas de la República Federal de Alemania.
En 2003, se casó con Sarah Darwin, tataranieta del genial naturalista Charles Darwin; tienen dos hijos Leo Erasmus Darwin Vogel (2003) y Josiah Algy Darwin Vogel (2005). En 2009/10 la familia tomó parte de una recreación del segundo viaje de Darwin en el Beagle para la TV neerlandesa Beagle: In Darwin's Wake} (Dutch: Beagle: In het kielzog van Darwin) a bordo del velero Stad Amsterdam.

## Algunas publicaciones
- s.w. Ansell, h.k. Stenøien, m. Grundmann, s.j. Russell, m. Koch, h. Schneider, j.c. Vogel. 2011. The importance of Anatolian mountains as the cradle of global diversity in Arabis alpina, a key arctic–alpine species. Ann. of Botany 108(2): 241-252

- --------------, ----------------, -----------------, h. Schneider, a. Hemp, n. Bauer, s.j. Russell, j.c. Vogel. 2010. Population structure and historical biogeography of European Arabidopsis lyrata. Heredity 105: 543-553, doi:10.1038/hdy.2010.10

- h.v. Hunt, s.a. Ansell, s.j. Russell, h. Schneider, j.c. Vogel. 2009. Genetic diversity and phylogeography in two diploid ferns, Asplenium fontanum subsp. fontanum and A. petrarchae subsp. bivalens, in the western Mediterranean. Molecular Ecology 18: 4940-4954

- e.k. Frow, d. Ingram, w. Powell, d. Steer, j.c. Vogel, s. Yearley. 2009. The Politics of Plants. Food Security: The Science, Sociology and Economics of Food Production and Access to Food. 1: 17-23

## Honores
- 2010: miembro de la American Association for the Advancement of Science (AAAS)[6]

- Miembro de la Sociedad Linneana de Londres

- 2012: miembro del Consejo de Bioeconomía del gobierno federal[7]

- Vicepresidente de Galápagos Conservation Trust.[8]
- La abreviatura «J.C.Vogel» se emplea para indicar a Johannes Vogel como autoridad en la descripción y clasificación científica de los vegetales.[9]